# Harolanlahti
Harolanlahti är en sjö i Finland. Den ligger i Orivesi stad i landskapet Birkaland, i den södra delen av landet, 170 km norr om huvudstaden Helsingfors. Harolanlahti ligger 95 meter över havet. Arean är 24,7 hektar och strandlinjen är 3,35 kilometer lång. Sjön  ingår i Kumo älvs huvudavrinningsområde.   Den ligger vid sjön Äväntäjärvi. I omgivningarna runt Harolanlahti växer i huvudsak blandskog. Den sträcker sig 0,6 kilometer i nord-sydlig riktning, och 0,9 kilometer i öst-västlig riktning.